# Lac de Plaa de Prat

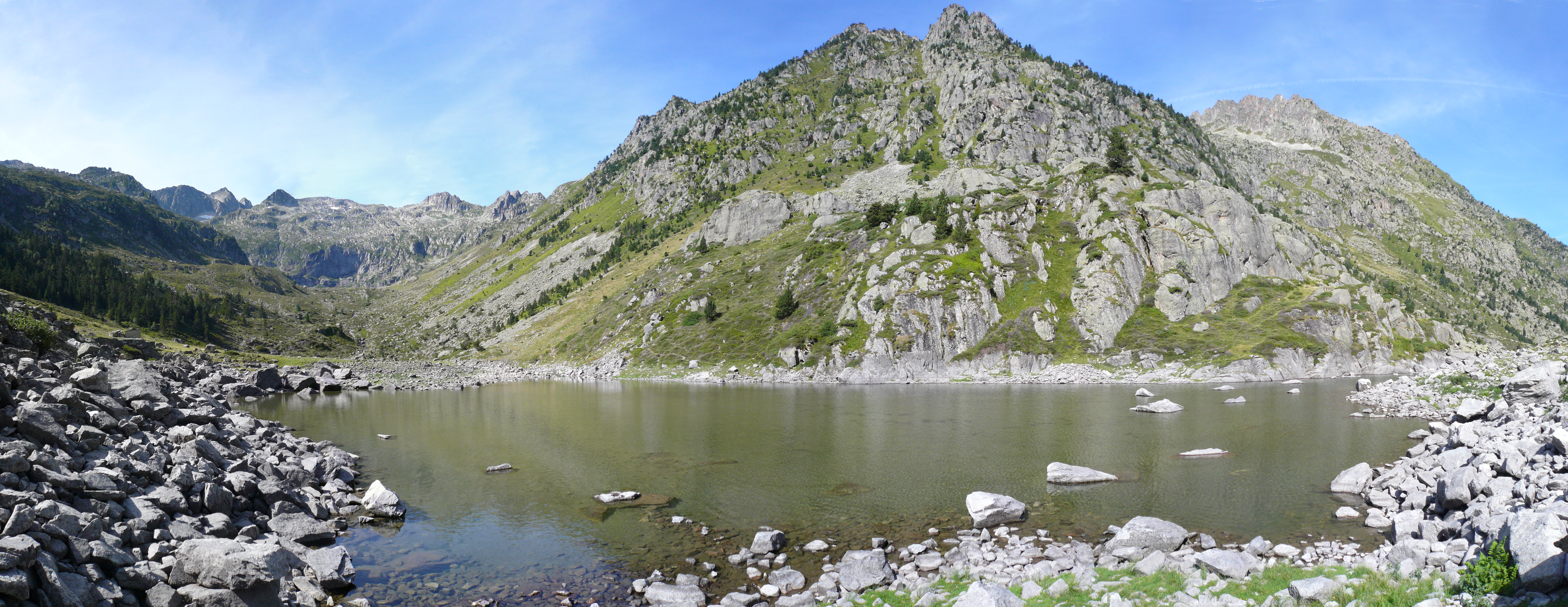
Lac de Plaa de Prat en août 2010

Le lac de Plaa de Prat est un lac pyrénéen français situé administrativement dans la commune d'Estaing dans le département des Hautes-Pyrénées en région  Occitanie.
Le lac a une superficie de 1,9 ha pour une altitude de 1 656 m, il atteint une profondeur de 3 m.

## Toponymie
En occitan des replats défrichés pour la vie pastorale eth pla dé prat : le plat du pré, parce qu’on fauchait l’herbe tout autour.

## Géographie
Il s'agit d'un petit lac naturel de la vallée d'Estaing d'une superficie de 1,9 ha et d'une altitude de 1 656 m. Situé dans le parc national des Pyrénées, il alimente le gave de Labat de Bun.

### Topographie
| Pic de Clot Bédout (2 461 m) | Lac d'Estaing                    | Pic Maleshores (2 703 m)      |
| Mont Maou (2 434 m)          | lac de Plaa de Prat              |                               |
| Soum d'Arraséro (2 403 m)    | Peyregnets de Cambalès (2 822 m) | Pène de l'Estradère (2 593 m) |

## Protection environnementale
Le lac est situé dans le parc national des Pyrénées et fait partie d'une zone naturelle protégée, classée ZNIEFF de type 1 : Hautes vallées des gaves d’Arrens et de Labat de Bun

## Voies d'accès
Situé dans la vallée du gave d'Estaing, le lac de Plaa de Prat est en amont du Lac d'Estaing et en aval du Lac de Liantran. Il faut compter deux à trois heures de marche (environ 500 mètres de dénivelé positif) depuis le lac d'Estaing. La montée vers le Lac de Liantran et les ruines avoisinantes prendra une petite heure supplémentaire (170m de dénivelé positif).

## Images

Sélection de vues du lac en 2014.
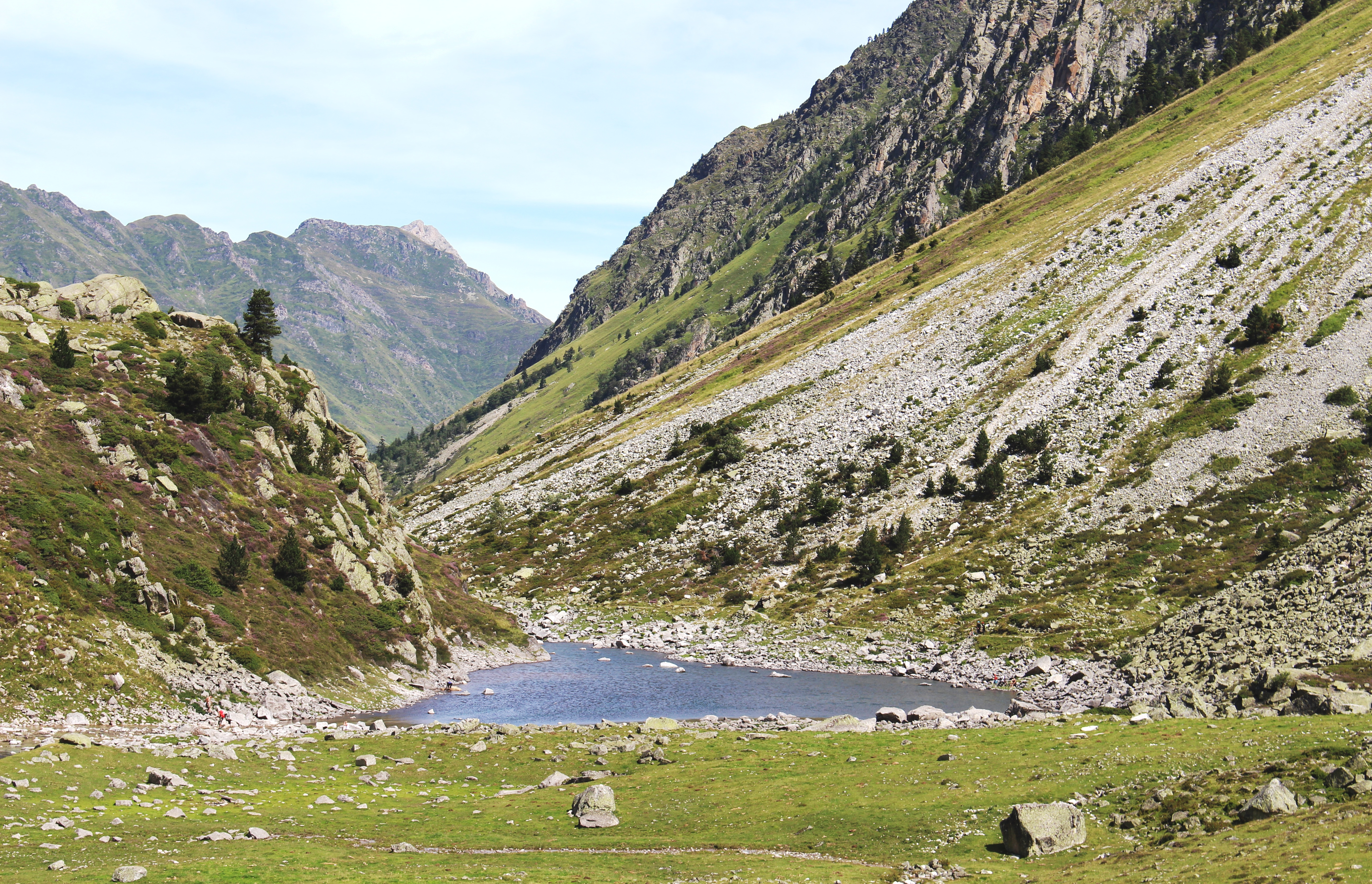
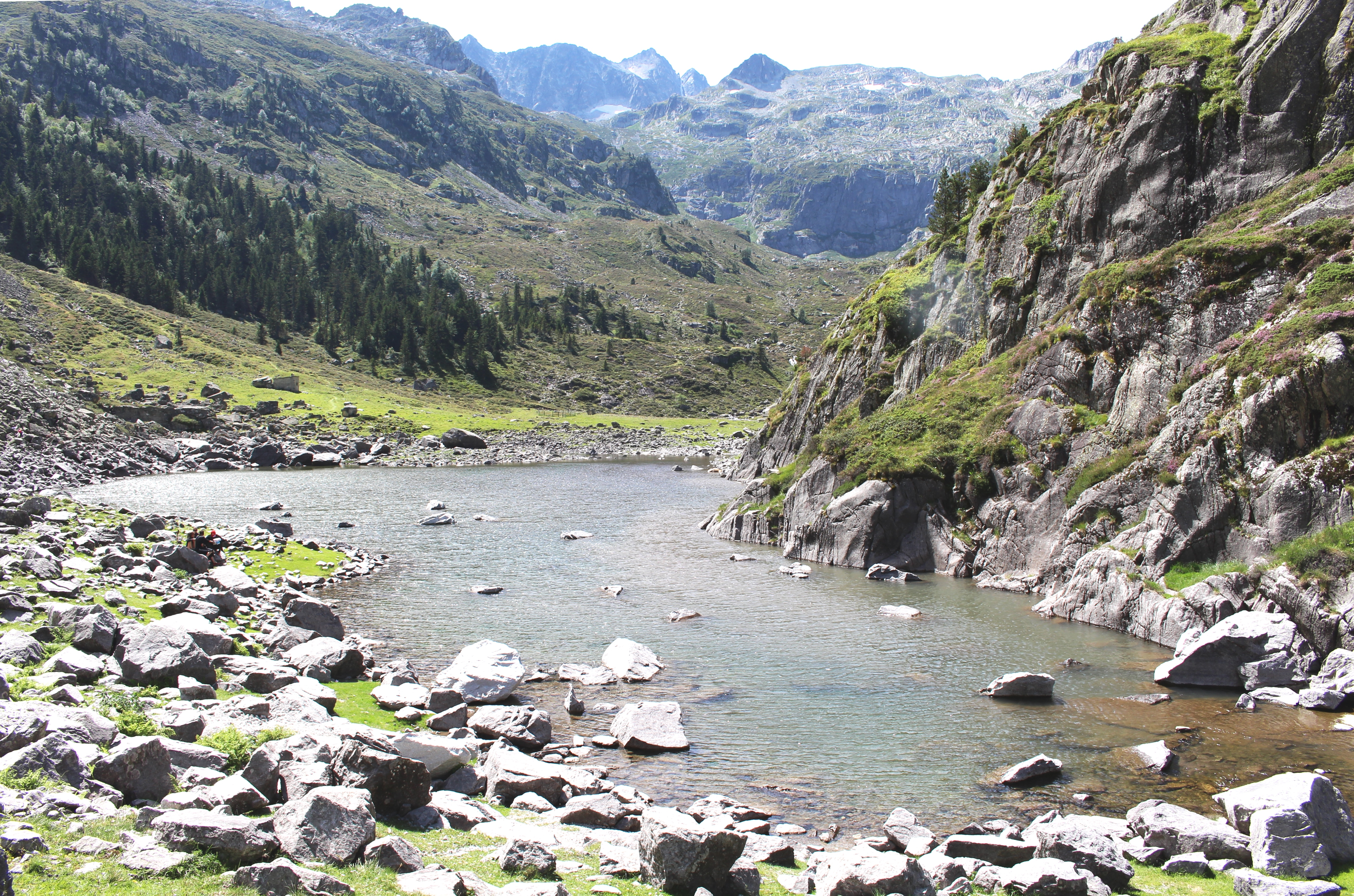
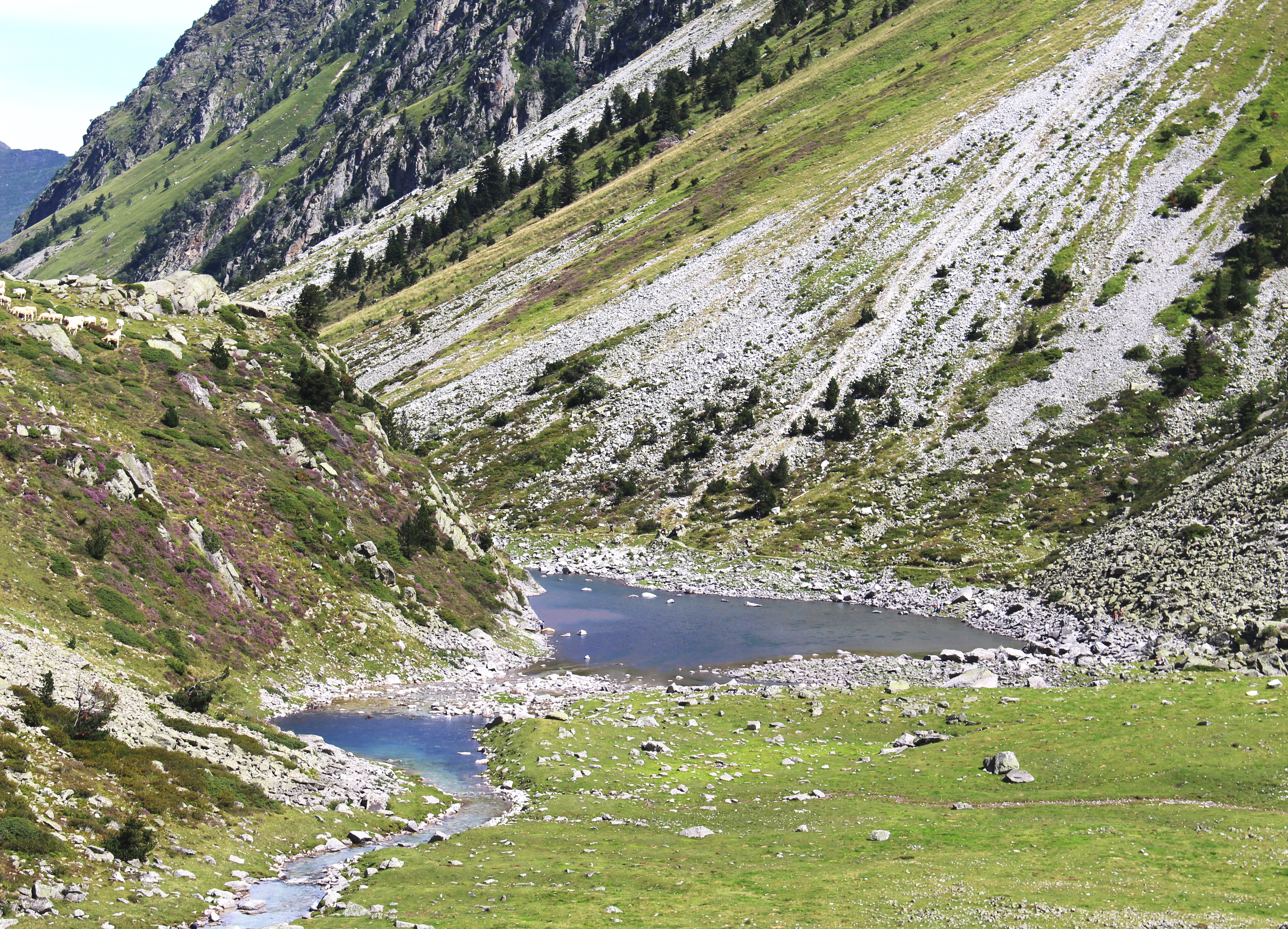